# Estação Wagram
Wagram é uma estação da linha 3 do Metrô de Paris, localizada no 17.º arrondissement de Paris.

## Localização
A estação está localizada na avenue de Villiers na interseção com a avenue de Wagram.

## História
A estação foi aberta em 23 de maio de 1910. Deve o seu nome à proximidade da avenue de Wagram, nomeado em comemoração da batalha de Wagram, uma vitória do Grande Armée francesa sob o comando de Napoleão Bonaparte sobre o exército austríaco, em 6 de julho de 1809. Em 1853, após o desaparecimento do muro dos Fermiers généraux, a avenue de Wagram foi aberta.
Em 2011, 2 575 735 passageiros entraram nesta estação. Ela viu entrar 2 617 716 passageiros em 2013 o que a coloca na 210ª posição das estações de metro por sua frequência em 302.

## Serviços aos Passageiros

### Acessos
A estação dispõe de dois acessos que levam para a place Monseigneur-Loutil e ao n° 74, avenue de Villiers.

### Plataformas
Wagram é uma estação de configuração padrão: ele possui duas plataformas laterais separadas pelas vias do metrô e a abóbada é elíptica. Desde a década de 1950, ela dispõe de uma curvatura metálica com montantes horizontais azuis e quadros publicitários dourados, iluminados, completado pelos assentos "Motte" de cor azul. A iluminação da estação é feita com lâmpadas fluorescentes independentes. O nome é escrito em fonte Parisine em placas esmaltadas integradas na curvatura.

### Intermodalidade
A estação é servida pela linha 31 da rede de ônibus RATP, e, à noite, pelas linhas N16 e N52 da rede Noctilien.

## Galeria de fotografias

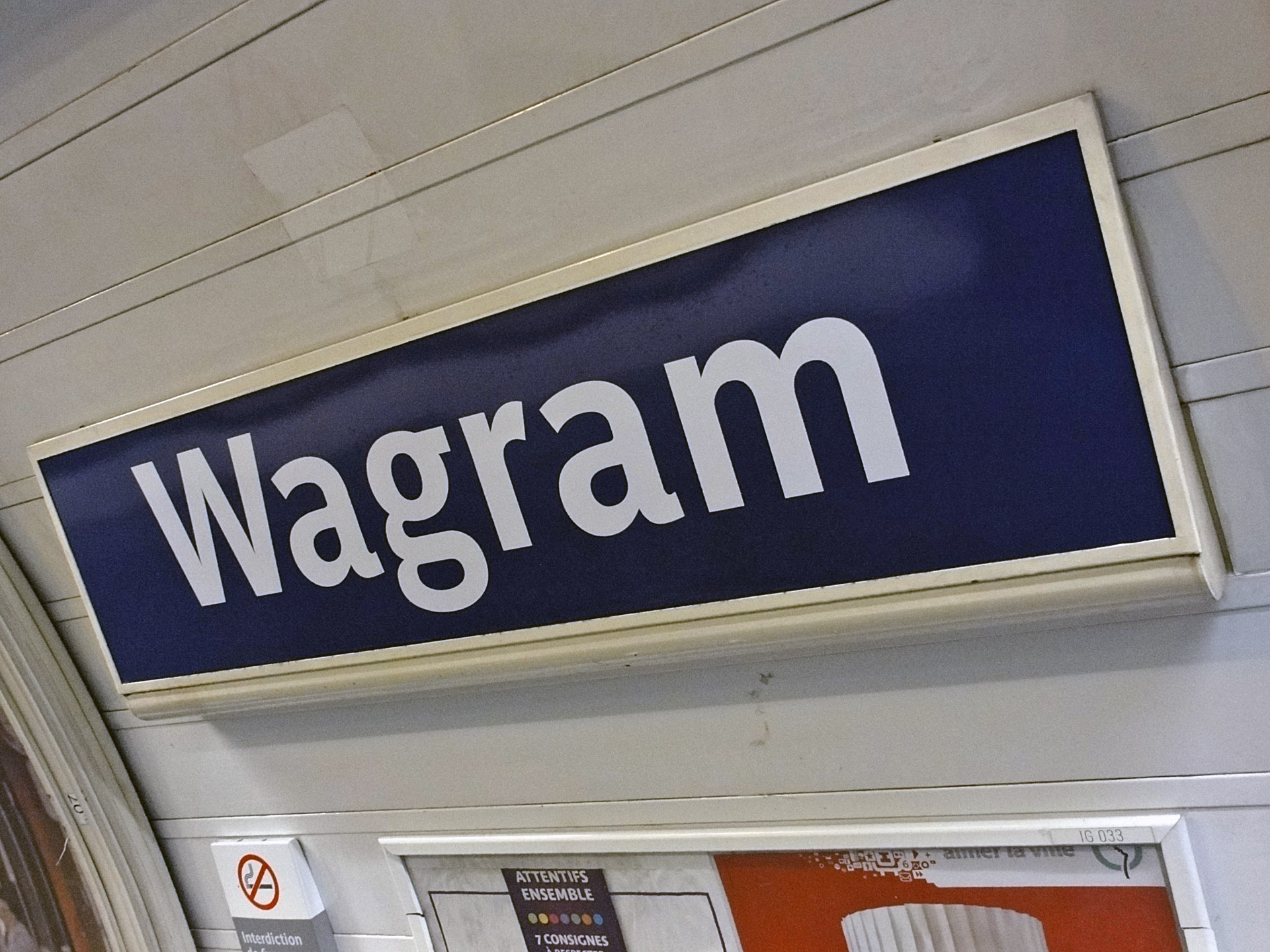
Placa esmaltada indicando o nome da estação.
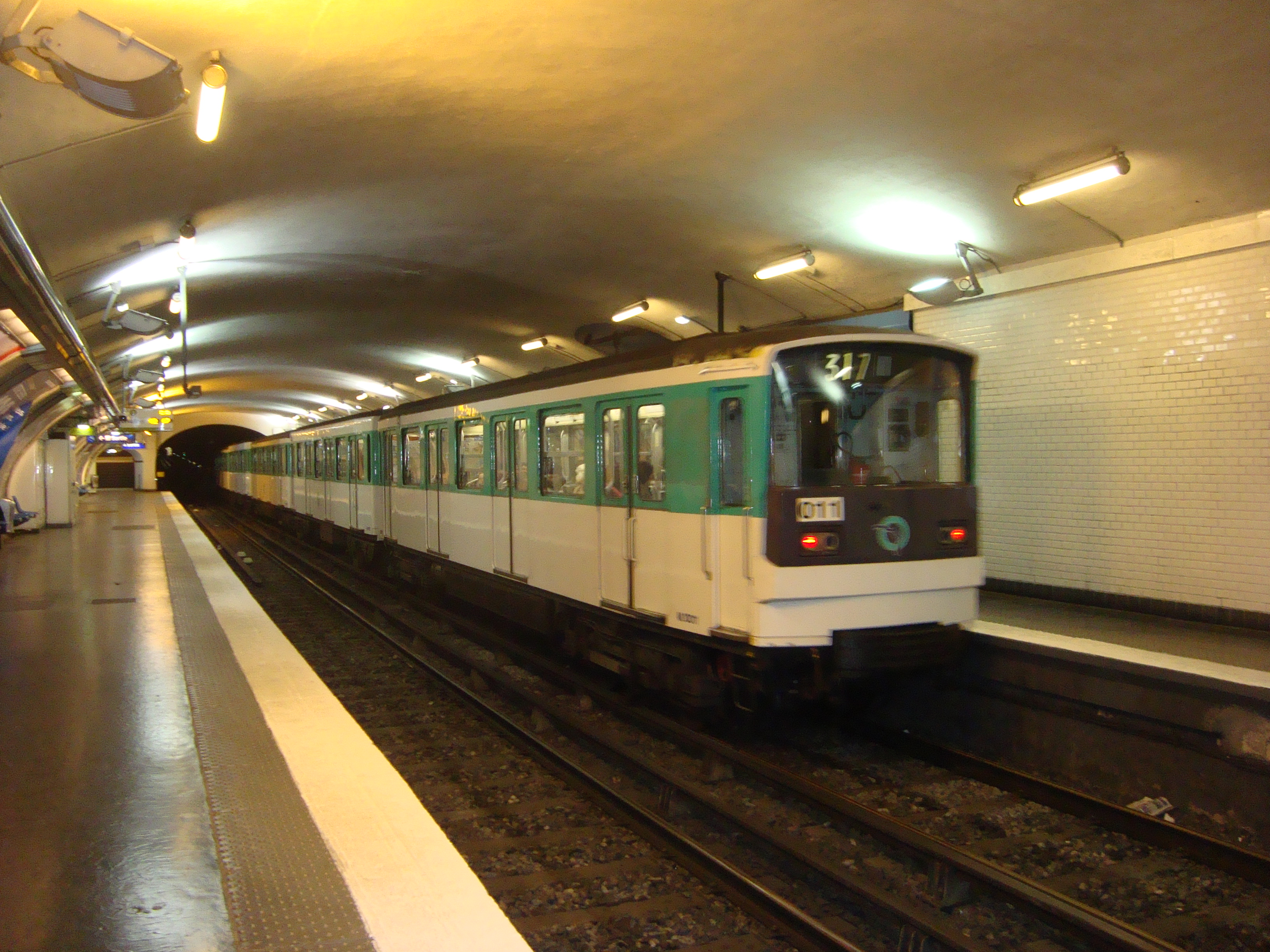
Um trem MF 67 deixa a estação.
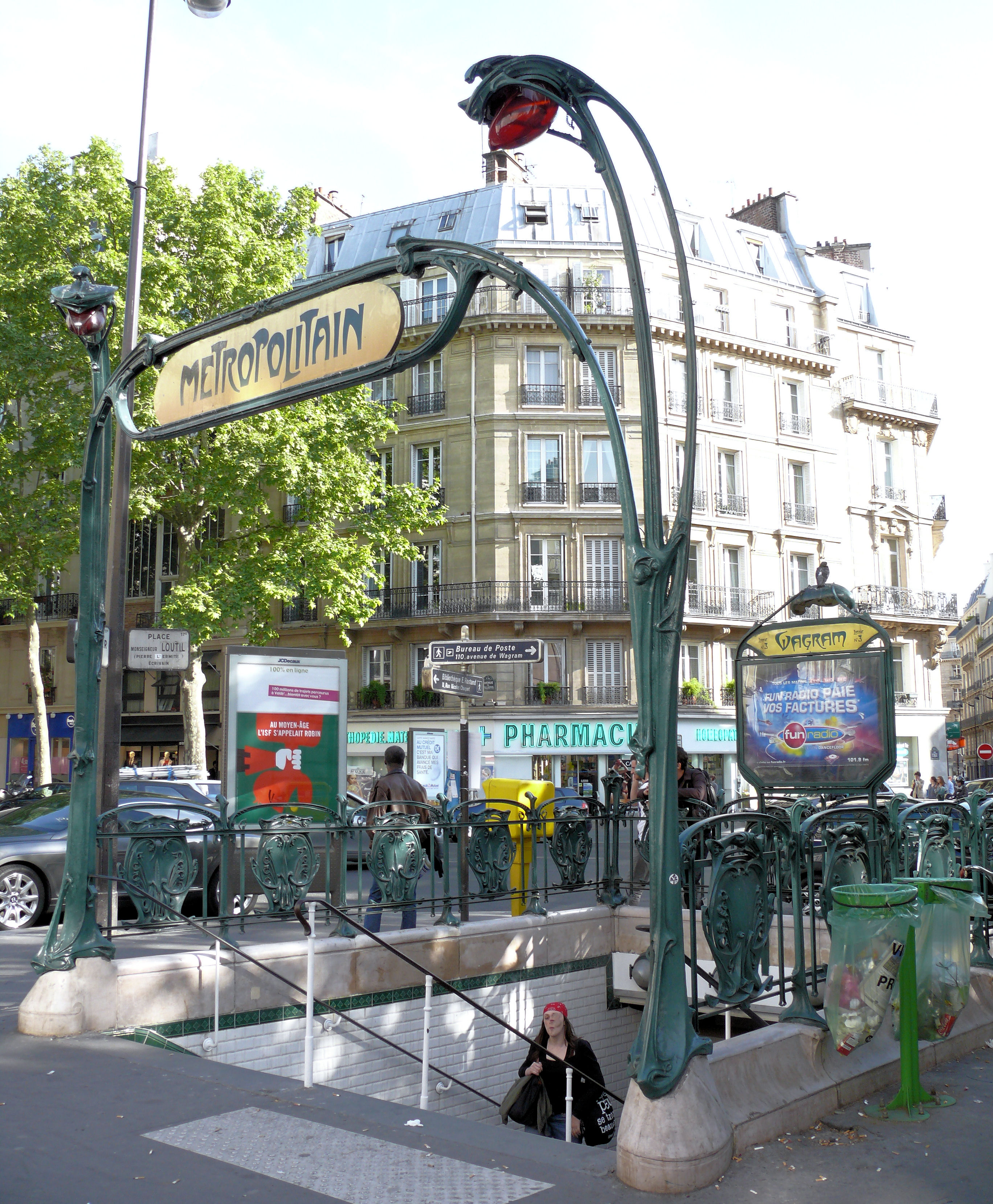
Edícula Guimard da estação.